# 요술 (영화)
"요술"은 2010년에 개봉한 대한민국의 영화이다.

## 캐스팅
- 임지규 : 명진 역
- 서현진 : 지은 역
- 김정욱 : 정우 역
- 최일화 : 중년 명진 역
- 손영순 : 원장선생님 역
- 권오성 : 배틀첼로 역
- 이종은 : 학교친구 1 역
- 한정우 : 학교친구 2 역
- 김용진 : 학교친구 3 역
- 국요셉 : 학교친구 4 역
- 황명하 : 첼로연주 역
- 최인영 : 작곡가 최인영 역
- 장지인 : 최인영 두번째 부인 역
- 조대은 : 오디션 심사위원 역
- 김준영 : 오디션 심사위원 역
- 김은정 : 오디션 심사위원 역